# Bouteika
Bouteika  este un oraș în Grecia în Prefectura Ahaia.